# Laurent Tillie
Laurent Tillie (Algeri, 1º dicembre 1963) è un allenatore di pallavolo ed ex pallavolista francese.

## Giocatore
Figlio d'arte (il padre Guy Tillie giocò nella nazionale francese di pallavolo e vinse il campionato francese nel 1959), cresce nell'AS Cannes, formazione con cui esordisce sedicenne in prima squadra: tra il 1981 e il 1983 vince con la squadra tre campionati, una Coppa di Francia e una Coppa CEV. Passa poi nel biennio 1984-1986 alla nazionale francese e quindi alla Pallavolo Falconara per il campionato 1986-87. Tornato in patria, con l'AS Cannes vince nuovamente due titoli nelle stagioni 1989-90 e nel 1990-91 per poi affrontare una seconda esperienza nel massimo campionato italiano, sempre nella Pallavolo Falconara. Coglie gli ultimi successi con il Paris UC (tre campionati e una coppa nazionale tra il 1996 e il 1998), prima di terminare la carriera nel Nice Volley-Ball ed infine, nel 2001-02, ancora nell'AS Cannes nella doppia veste di giocatore-allenatore.
Indossa la maglia della nazionale francese per 406 gare, diventando il terzo giocatore più presente nella storia della Nazionale, dietro Christophe Meneau (407) e Hervé Mazzon (417). Con la maglia dei blues conquista un bronzo al campionato europeo 1985 ed un argento al campionato europeo 1987, rivestendo il ruolo di capitano della formazione tra il 1991 e il 1992, anno delle Olimpiadi di Barcellona.

## Allenatore
Inizia la propria carriera di allenatore nel corso della sua ultima stagione da giocatore a Cannes; dal 2002 si siede definitivamente in panchina, guidando la formazione della Costa Azzurra alla vittoria del campionato francese nel
2004-05 e della coppa nazionale nella stagione 2006-07. Nel 2005 è stato commissario tecnico della nazionale maschile della Repubblica Ceca .
Dal luglio 2012 è tecnico della nazionale maschile di pallavolo della Francia, alla guida della quale conquista il campionato europeo 2015 e la World League 2015.
Nella stagione 2016-2017 riveste anche il ruolo di allenatore della formazione femminile del Racing Club de Cannes. Alle olimpiadi di Tokyo 2020, svoltesi nel 2021, porta la squadra francese alla conquista della medaglia d'oro. Al termine dei giochi olimpici, lascia la guida della nazionale francese a Bernardinho.

## Vita privata
È sposato con l'ex pallavolista olandese Caroline Keulen, con cui ha tre figli: Kim, giocatore professionista di pallacanestro, Kévin, giocatore professionista di pallavolo, Killian, nazionale giovanile francese di pallacanestro.
È inoltre fratello dell'ex pallanuotista della nazionale francese Patrice Tillie.

## Palmarès

### Giocatore

#### Club
- Campionato francese: 8

1980-81, 1981-82, 1982-83, 1989-90, 1990-91, 1995-96, 1996-97, 1997-98
- Coppa di Francia: 2

1982-83, 1996-97
- Coppa CEV: 1

1980-81

### Allenatore

#### Club
- Campionato francese: 1

2004-05
- Coppa di Francia: 1

2006-07

#### Nazionale (competizioni minori)
- Memorial Hubert Wagner 2015

### Premi individuali
- 1983 - Coppa dei Campioni: Miglior Giovane